# 彩雲 (航空機)
中島 C6N 彩雲
- 用途：偵察機・嚮導機
- 設計者：福田安雄[1]
- 製造者：中島飛行機・日本飛行機
- 運用者： 大日本帝国（日本海軍）
- 初飛行：1943年（昭和18年）
- 生産数：398機
- 運用開始：1943年（昭和18年）10月
- 退役：1945年（昭和20年）9月
- 運用状況：退役済

彩雲（さいうん）は、太平洋戦争中期から運用された大日本帝国海軍（日本海軍）の艦上偵察機。略符号はC6N。第二次世界大戦中では唯一、偵察専用として開発された艦上機である。命名由来の「彩雲」とは雲が虹色に輝く吉兆ともされる天象。アメリカ軍によるコードネームは「MYRT（マート）」。乗員：３名。

## 開発経緯
第二次世界大戦の開戦前、艦上偵察機の開発は世界的に見てもほとんどなされていない分野であったと言える。搭載機数が限られた空母に偵察専門の機体を置く必要は無いと考えられており、各国ともに艦上戦闘機や艦上攻撃機などが索敵や偵察を兼務することがほとんどであった。日本海軍でも真珠湾攻撃やミッドウェー海戦では主に戦艦、巡洋艦搭載の水上偵察機が用いられた。
日本海軍の艦上偵察機の歴史は、1921年（大正10年）初の国産偵察機として一〇式艦上偵察機を製作したことに始まる。しかし1924年（大正13年）試作の一三式艦上攻撃機以降、艦上攻撃機が三座化され艦上偵察機としての任務をも負うようになったため、専用の艦上偵察機の新規開発は行われなくなった。戦略偵察は、陸軍の九七式司令部偵察機（九七式司偵）の海軍向け仕様である九八式陸上偵察機や、九七式司偵の後継の一〇〇式司令部偵察機、十三試双発陸上戦闘機を偵察機として採用した二式陸上偵察機などの陸上機が受け持った。艦上偵察機として九七式艦上偵察機が試作されたこともあったが、同時に制式採用された九七式艦上攻撃機と大して性能が変わらないので大規模な生産は行なわれなかった。
しかし、広大な洋上では高速偵察を行える艦上偵察機が必要になり、1942年（昭和17年）、日本海軍は十三試艦上爆撃機彗星を「二式艦上偵察機」として採用すると共に、実用機試製計画番号N-50として中島飛行機で試製が予定されていた機体を「十七試艦上偵察機」として試作発注することとなった。性能要求は、戦闘機よりも最大速度が高速の648km/hで上昇力と高高度性能の良好であること、航続距離が長大であることなど、極めて高度なものだった。
中島飛行機では、1942年6月に試作に着手した。誉一一型を搭載し層流翼を採用した試作機は1943年（昭和18年）に完成したが、速度性能が610km/hに留まるなど、要求性能を満たしていなかった。誉二一型に換装した改良型は試験時に639km/hと、当時の日本海軍航空機で最高速度を記録している。　十七試艦上偵察機は1944年（昭和19年）半ばに「彩雲」(C6N1)として正式採用され、第二次世界大戦（太平洋戦争・大東亜戦争）開戦後に開発が始まった機体で最初に採用された機体となった。

## 設計

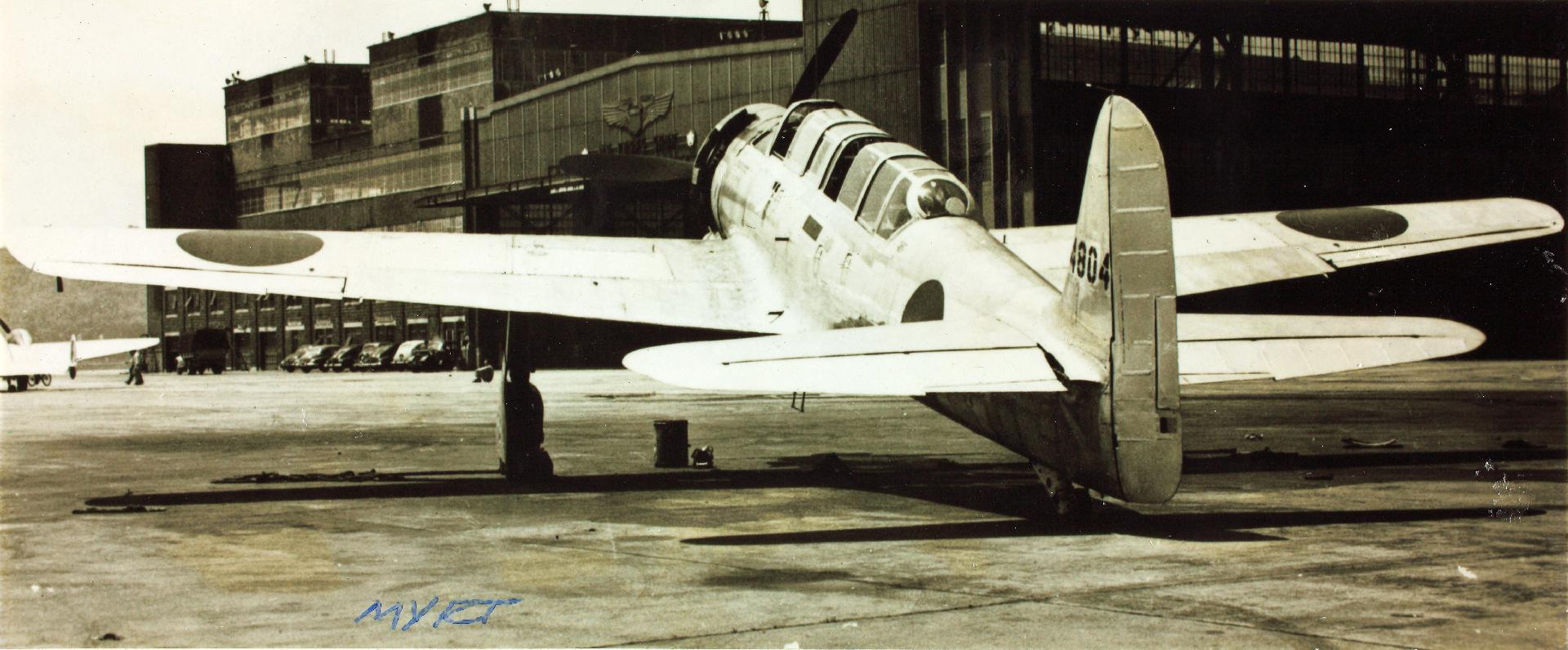
後方から見た彩雲

### 機体
彩雲は、直線的な細長い胴体と大径プロペラ、長い主脚が特徴のスマートな機体で、空母の飛行甲板を発着する艦上機という制約の中で、高速性能と大航続力を両立せた設計に特徴がある。空気抵抗を減らすことに重点が置かれており、胴体はエンジンカウリングの直径そのままの直線的な構成で、前面投影面積を最小限（天山艦攻の3/4）にとどめ、高速重視で翼面積を小さく（天山艦攻の2/3）おさえた主翼には、摩擦抵抗が低い層流翼を採用している。主脚の引込み場所を主翼前縁にすると層流翼としての効果があやしくなるため、彩雲では前桁の後ろに引込んでいる。内藤子生設計によるこの翼型は失速特性も緩徐型であり、失速初期のエルロンの効きにも配慮されている。さらに、それまでの日本の設計思想と逆に、機体表面に従来より厚い外板を使用。剪断部材として使っていた外板に曲げ部材としても耐える強度を付与し、シワや撓みを抑え、平滑化による速度性能の向上を狙っている。主翼の最厚部は2.3ミリで主翼内側の前縁（前桁から前の上下面）、胴体の最厚部は主翼前縁の接合面で1.6ミリである。厚板化により縦通材、肋材も数を減じてまばらに配置され、鋲数も激減。製造工数の削減に大きく貢献し量産性を高めている。なお厚板構造の採用は重量軽減につながったとする説もあるが、彩雲の設計に直接かかわった内藤子生は「重量の増加は～合理的な範囲内に収め」たと記している。
前下方視界については、気化器空気取入口が上部を通る点も活かしつつ、着艦時の機体迎角、母艦を見る角度を厳密に計算し、邪魔になる胴体部分を削るように整形。風防上部の起倒式遮風板を跳ね上げて操縦席の高さを上げる事で実用上問題ないレベルに仕上げた。胴体内は乗員3名のほか中波・短波の無線通信機、方向探知機、酸素ビン、機銃や大型の偵察写真機が入り、着艦フックも含め、発動機直後から機尾まで装備品がぎっちり詰め込まれていた。陸攻に比べ窮屈な機体ではあったが、偵察員は天測航法も駆使する事ができた。
同じ3座タイプである天山艦上攻撃機と比較し、彩雲の長い主脚は破損しやすく（整備不良の陸上基地での運用がその要因ではあるが）、大径プロペラの反トルクが大きい点、着艦／着陸速度が高い点などから、着陸は難しかったと言われている。また本機は設計段階から雷撃機への転用を考慮しており、滑油冷却器は魚雷頭部との干渉を避けるため側下方に設置されている。
直径3.5mのプロペラは当時の日本機としては大きく、長い主脚柱は重量増になったが、それを補って余りある推力を発揮した。ただし2000馬力級のプロペラとしては、むしろ小さい方であったと内藤子生は著書に書いている。
主翼面積を必要最小限に抑えつつ艦上機に必須の離着艦性能を獲得するため、前縁スラットや親子式のファウラーフラップ、フラッペロンを採用して揚力係数を高めているが、その副作用として揚力中心が後ろに移動、強い機首下げモーメントを生じる。これに対抗するため水平安定板の角度を空中で切り替える機構を持ち、主翼フラップ全開と連動して前縁が3.5度下がって機首下げを相殺するようになっている。この時フラップによって深く曲げられた吹き下ろしを受ける水平尾翼は、マイナスの大迎角状態となり下面が失速しやすくなるが翼型を逆キャンバーにして失速を避けている。また右回転プロペラの影響で機首を左に向けようとする力にあらがうため、垂直尾翼は左に3度の角度で取付られ、垂直尾翼の後縁ラインを3点静止姿勢で垂直とし、狭い母艦格納庫、昇降機寸法の制約下で垂直尾翼面積を最大限後方寄りに持っていく努力が現れている。また全幅も昇降機の許容範囲に抑え主翼を折り畳まない事で構造が簡略化でき、主翼の80%にセミインテグラルタンクを配置して、増槽無しでも3,000kmを飛行できた。これは鹿児島県鹿屋基地からタイのドーンムアン飛行場まで無給油で飛行できるようにとの軍部の要求を満たした。胴体の下方には、容量724Lの大型落下式増槽を懸吊することができた。

### エンジン
発動機は二重星型18気筒の空冷式で、高馬力で軽量、小直径の誉を選択。減速比 0.422のファルマン式歯車はプロペラ位置が前に出るので機首の整形が滑らかになったという。要求性能を達成するには、高度6,000mで2,000馬力の出力が必要であったが、誉は高度6,000mでは1,600馬力しか発揮できず、残り400馬力の不足分を機体設計と推力式単排気管によるロケット効果で補う形となった。この排気ロケットは彩雲で初めて設計・提案されたもので18ノットほど速くなるという効果がみられ、大戦末期のほぼすべての陸海軍機に採用されるようになった。

### 武装
初期量産型は武装を一切装備していなかったが、量産型にはドイツのMG 15 機関銃をライセンス生産した一式七粍九旋回機銃を後部座席に装備した。一式七粍九旋回機銃は1,000発/分の発射速度を有し、それまでの九二式七粍七旋回機銃よりも40%も発射速度が速かった。

## 運用

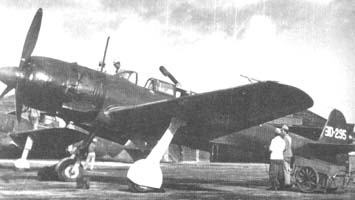
第三〇二海軍航空隊の彩雲。風防中央に五式30mm機銃（斜銃）が突き出している。

### 戦略偵察
1944年半ばに採用された彩雲だが、量産機は6月から実戦配備されていた。その後、日本海軍の空母運用の方針が変更したために、彩雲は陸上偵察機として運用されメジュロ環礁やサイパン島、ウルシー環礁などへの状況偵察を行った。その際、追撃してきたF6Fを振り切ったときに発した「我ニ追イツクグラマン無シ」(「我ニ追イツク敵機無シ」だったという説もある）の電文は、本機の高速性能を示す有名なエピソードである。
彩雲が空母艦載運用であげた戦果は無いが、本機はマリアナ諸島東方哨戒、房総半島東南方哨戒に活躍した。日本が守勢となった戦争末期に、日本海軍が連合国軍艦隊の所在確認が可能な唯一の手段が、彩雲や特設監視艇による哨戒と強行偵察であった。戦局が悪化してくると、戦略・戦術偵察の任務は減り、かわりに戦果確認や編隊誘導等の任務が増えていった。局地戦闘機「紫電改」を装備した部隊である第三四三海軍航空隊（「剣」部隊）の偵察飛行隊では、1945年（昭和20年）3月19日、呉軍港を目標に来襲する米艦上機群に触接するため未明に彩雲3機が離陸、敵情を無線報告させ、情報を生かした紫電改は松山上空での一大迎撃戦を有利に戦っている。なお第一報を発した彩雲は敵戦闘機に取り囲まれて体当りし、2機を道連れに自爆したという。
試作段階では高速を発揮した彩雲だったが、量産機は610km/h程度ないしそれ以下の最高速度にとどまっている。原因として、品質の低下したエンジンオイルや構成部品、低オクタン価のガソリン、またエンジン用特殊鋼の不足（さらには代替鋼すら不足）があげられる。最高速度の低下に伴い未帰還機も続出したため、ターボチャージャーを付けて高空性能等を高めた機体が開発されたが、1945年3月に試作部隊が群馬県立館林中学校に疎開するなどの混乱もあり、試作段階で終戦を迎えた。しかし、海軍機としては非常に高性能だったことから優秀機として温存され、終戦時には総生産機数398機の半数近い173機が本土に残存していた。
C6N1の1機は第二次世界大戦において、戦闘で撃墜された最後の航空機となった。それは、1945年8月15日の降伏の数分前のことであった。
また終戦により実行はされなかったが敵機動部隊が泊地に使うウルシー環礁を、伊400、伊401から発進する晴嵐で特攻攻撃をかける作戦（1945年8月17日の予定）に先立ち、事前偵察に彩雲が使われる事になり、空輸で5機、潜水艦2隻で2機ずつがトラック島に送られたが、無事に着いたのは空輸で1機、潜水艦で2機であった。8月14日にやっと1機の整備が完了、偵察飛行は翌日とされたが終戦のために飛んでいない。

### 派生型
彩雲は高々度における性能が優れ特に高速であったため、海軍は、夜間戦闘機と雷撃機の2つの型の研究を開始し、夜間戦闘機型は実際に製造されて実戦配備された。
小園安名が司令を務める302空では、並の戦闘機では追いつけないB-29に対し、並の戦闘機よりは速い本機に斜銃を取り付けて夜間戦闘機とする試みが実施された。中央の偵察員席を潰して複座とした上で、九九式二号20ミリ機銃を並列に2挺搭載した。C6N1-S と命名された夜間戦闘機型が数機生産され、1945年1月23日に初出撃しているが戦果は記録されていない。元が偵察機であるため機体強度上、戦闘機のような急機動は空中分解の恐れがあり荷重倍数は戦闘機の半分以下、3.5Gに制限されていた。不注意な急機動で主翼表面にシワが走ったとされ、積極的に乗る者は居なかったとも言われる。攻撃任務よりもB-29編隊の触接、通報任務の方に重きが置かれたとされる一方で、1945年6月に受領した彩雲の新機には五式30ミリ固定機銃一型が1挺取り付けられている。長く突き出した銃身は整流板で覆われ整形されているが、偵察型に比べると15ノットほど速度が低下している。6月26日に相模湾上空で行われた試射では、発射のたびに胴体の外板にシワが寄ったという。
また、試作7号機が完成する頃からジュラルミン不足による一部木製化が検討され始め、積層木材をプレス加工して曲面に仕上げる技術を持つ静岡の民間工場を大屋圭吉技師が視察し、主計器盤や操縦席の木製化が計画された。

### 第七二三海軍航空隊
彩雲は末期まで純粋な偵察機として運用されてきたが、本土決戦が現実化してくると、特別攻撃隊用の特攻機として運用することも考えられるようになった。彩雲の特攻実施に向けて編成されたのが第七二三海軍航空隊（以下、「723空」とする）である。昭和20年6月1日、青木武大佐が司令に任じられ、原隊は横須賀飛行場と定められ、同地で開隊した。定数は彩雲96機である。
爆装飛行訓練は木更津飛行場で実施された。彩雲の高速性能を活かした特攻をもくろんで編成されたが、爆装を施すと時速500km/hを出すのが精一杯だったと言われる。さらに運動性も大きく下がり、彩雲の特性は全く活かせなかった。このため昼間特攻は絶望視され、薄暮特攻を8月中旬に実施できるところまで練度を上げることが目標とされた。定員に達することはなかったものの、数がそろっている723空から彩雲の転用を望む実施部隊は多かったが、連合艦隊附属であったため、実施部隊の要求はことごとく退けられた。
訓練は相次ぐ空襲のために遅々として進まず、7月下旬には723空自体が索敵任務に借り出される状況となった。一部 は徳島県の徳島第二基地へ進出したが、終戦を迎え、723空の特攻は実施する機会を失った。

### 海軍最速機
誉エンジンを搭載した他の日本機の例に漏れず、彩雲も戦後、アメリカ軍によって高オクタン価のガソリンと、アメリカ軍仕様のエンジンオイルを使用し性能テストが行われると、日本側の数値を遥かに超える性能を発揮した。アメリカ軍が計測した彩雲の最高速度は694.5km/hで、たとえ全備重量状態ではなかったにせよ、この数値は第二次世界大戦中、日本海軍が実用化した航空機の中でも最速記録であった（同じく誉（ハ45）エンジンを搭載する陸軍の四式戦闘機「疾風」は、アメリカ軍のテストにおいて戦闘重量(3,397kg)を再現した状態で687km/h/6,096mを記録している）。
純然たる日本軍（陸海軍）最速機としては、陸軍の試作長距離戦闘機キ83が戦後アメリカ軍のテストにおいて762km/h/7,000mを記録、これが第一位となる。

## 製造
製造は中島飛行機のほか、日本飛行機でも行なわれた。中島飛行機では、群馬県の小泉製作所で試作機8機と量産機20機が製造された後、1944年6月からは愛知県の半田製作所で製造された。12月7日の昭和東南海地震で半田製作所の製造設備に損害が出たため、1945年に入ると軍需省から内命が下りていた工場疎開の話が具体化。愛知県岡崎市と石川県小松市、長野県伊那町（現・伊那市）の3つの主な疎開工場が計画された。1月から3月には、彩雲の生産設備の一部が小松市の佐美町にある疎開工場に移され、実際に製造が行われた。小松工場は1945年12月完成予定で生産能力は彩雲の月産70機、石川県と富山県の各地に分工場を9ヶ所整備する予定だった。以前から半田で完成した飛行機を引き渡していた岡崎工場では、彩雲の月産20機が可能な最終組立施設を1945年10月までに完成させる予定だった。伊那工場は1946年（昭和21年）3月操業を見込み、完成時点では月産50機の彩雲組立が十分可能な設備を整備する予定だった。

## 諸元
| 制式名称      | 彩雲一一型                                                                          |
| 試作名称      | C6N1                                                                                |
| ------------- | ----------------------------------------------------------------------------------- |
| 全幅          | 12.50m                                                                              |
| 全長          | 11.15m                                                                              |
| 全高          | 3.96m                                                                               |
| 翼面積        | 25.50m2                                                                             |
| 翼型          | 翼根 K151 / 翼端 K159                                                               |
| 主翼取付角    | 翼根 2度30分 捩じり下げ無し                                                         |
| 上反角/後退角 | 5度 / 翼弦の40％位置で 0度                                                          |
| 三点静止角    | 11度30分                                                                            |
| プロペラ      | 直径 3.5ｍ 3翅 ピッチ角 27～52度                                                    |
| 燃料          | 主槽 1340L + 落下増槽 726L (航空92揮発油)                                           |
| 潤滑油/水メタ | 40.5L / 150L                                                                        |
| 翼面荷重      | 176kg/m2                                                                            |
| 自重          | 2,908kg                                                                             |
| 正規全備重量  | 4,500kg                                                                             |
| 過大積載重量  | 5,260kg                                                                             |
| 発動機        | 誉二一型 一基（離昇 1,990馬力）                                                     |
| 馬力          | 離昇 1,990馬力/3,000rpm 1速 1,860馬力/3,000rpm/1,800m 2速 1,620馬力/2,900rpm/6,100m |
| 最高速度      | 609km/h（高度6,100m）                                                               |
| 巡航速度      | 388km/h（高度4,000m）                                                               |
| 着陸速度      | 129km/h                                                                             |
| 上昇力        | 6,000mまで8分09秒                                                                   |
| 実用上昇限度  | 10,740m                                                                             |
| 航続距離      | 3,080km（正規） 5,308km（落下式増槽装備時）                                         |
| 武装          | 胴体 一式七粍九旋回機銃1挺（携行弾数不明）                                          |
| 爆装          | なし                                                                                |
| 乗員          | 3名                                                                                 |
| 総生産数      | 398機                                                                               |

## 現存する機体
- アメリカ・国立航空宇宙博物館所蔵機

20mm斜銃で武装した夜間戦闘機型。終戦後、技術的評価のために日本からアメリカに送られた145機の1機。護衛空母バーンズに積載され、1945年12月8日にバージニア州ハンプトンのラングレー空軍基地に到着した。その後、理由は不明ながら機体の管轄が海軍から陸軍航空軍に移され、ペンシルベニア州ミドルタウンの飛行場で試験飛行が行われた。その後、1946年8月22日にイリノイ州パークリッジのオーチャード飛行場に移送・保管され、1949年に国立航空博物館に引き渡された。
- ミクロネシア・ウエノ島沖に海没した機体

2015年12月、ミクロネシア連邦チューク州ウエノ島（戦時中は「春島」と称した）の近海、海底15mに沈む航空機が水中写真家の戸村裕行によるOCEAN PLANETのチームにより撮影され、2016年4月、潮書房「丸」の鑑定により彩雲であると発表された。エンジン部分が無く、一部に破損は見られるもの綺麗な形で残っている。これはチュークのダイビングマップには長らく艦上攻撃機である天山と記載されていたもの。その後、海外のサイトなどでは既にこの航空機が彩雲であると記録しているものが発見され、それによるとこの機体はこの場所に廃棄されたものであるとの事である。

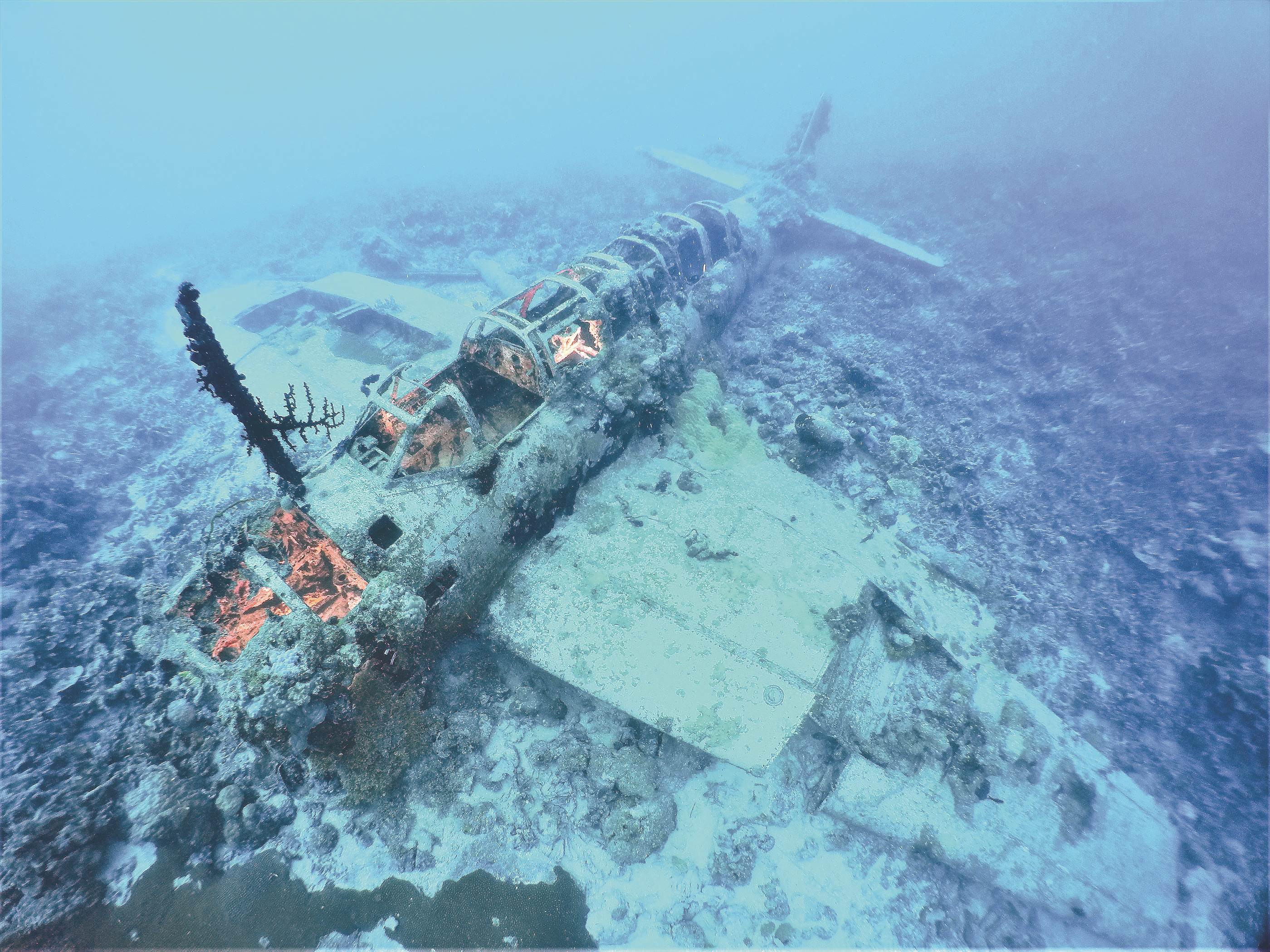
チューク州（トラック諸島）に沈む、彩雲
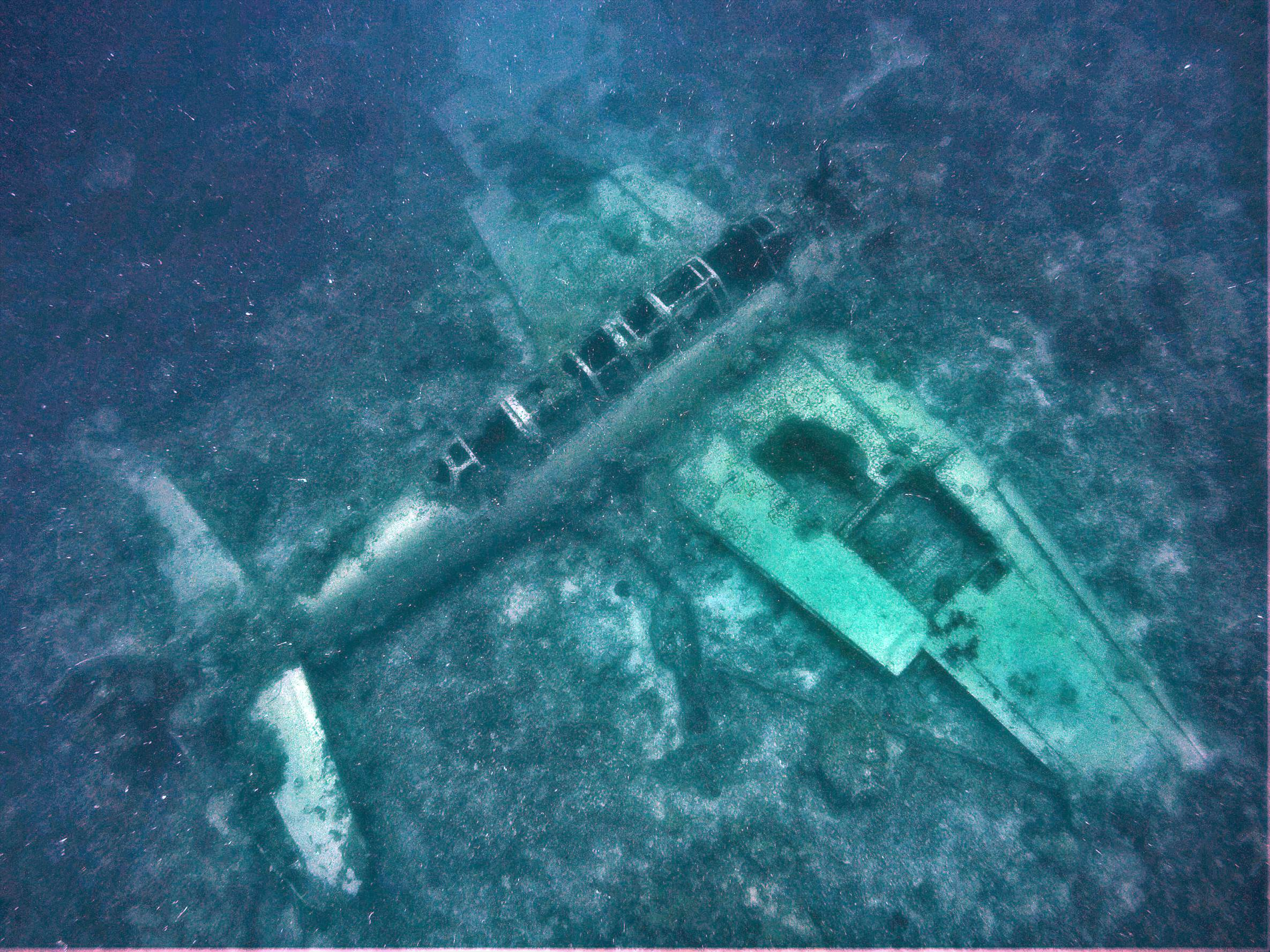
全景
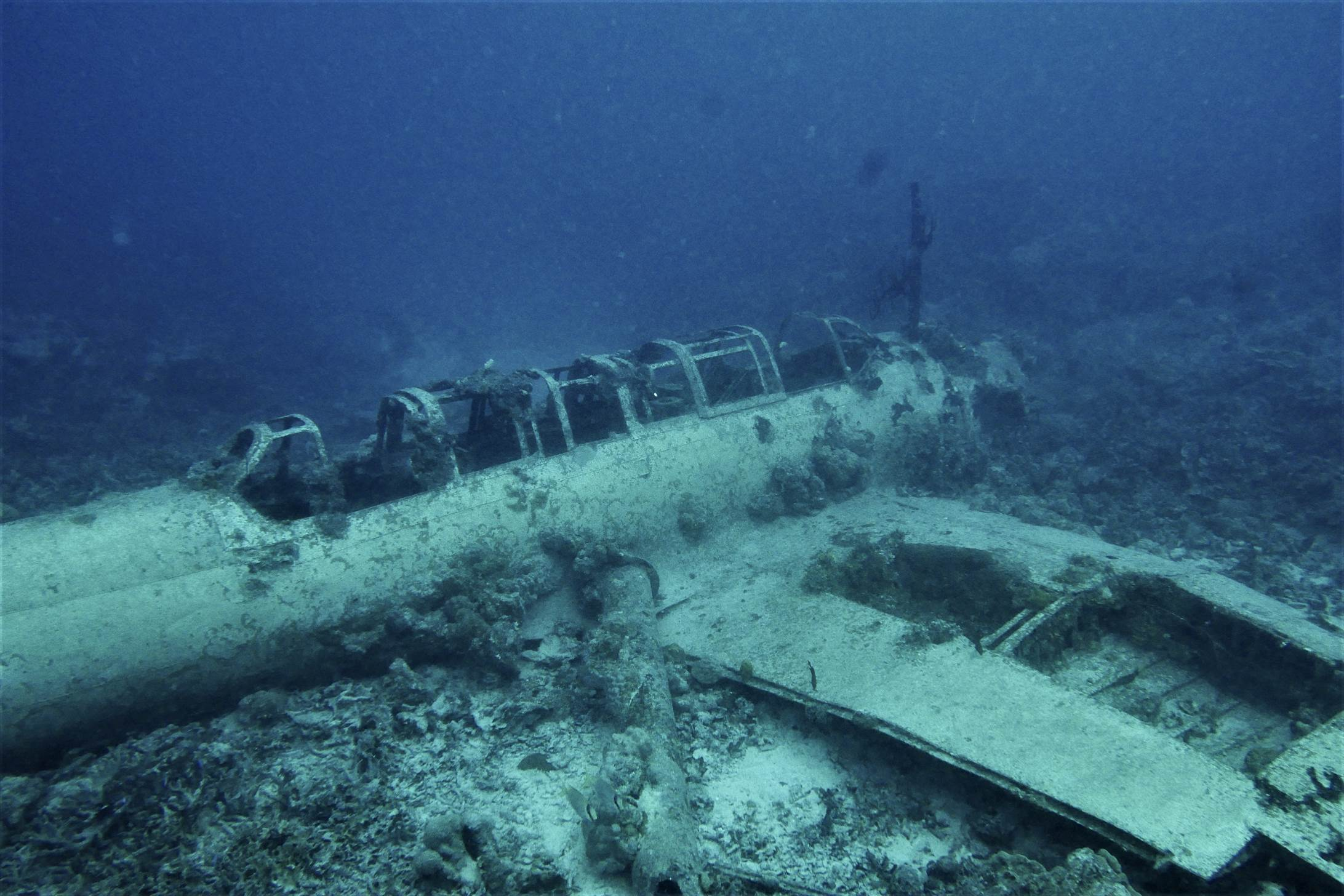
機体の右側から撮影
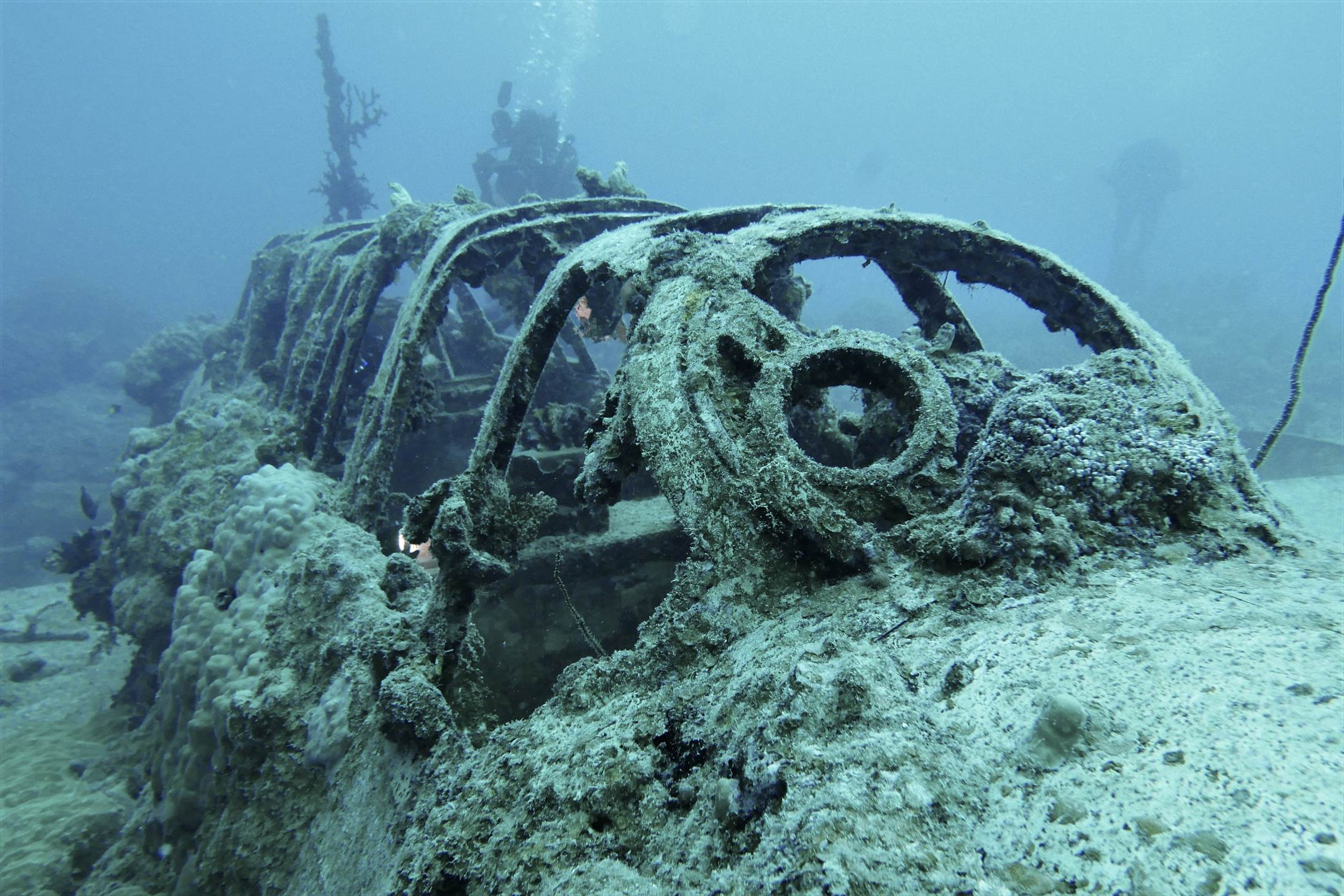
操縦席部分を後方から撮影
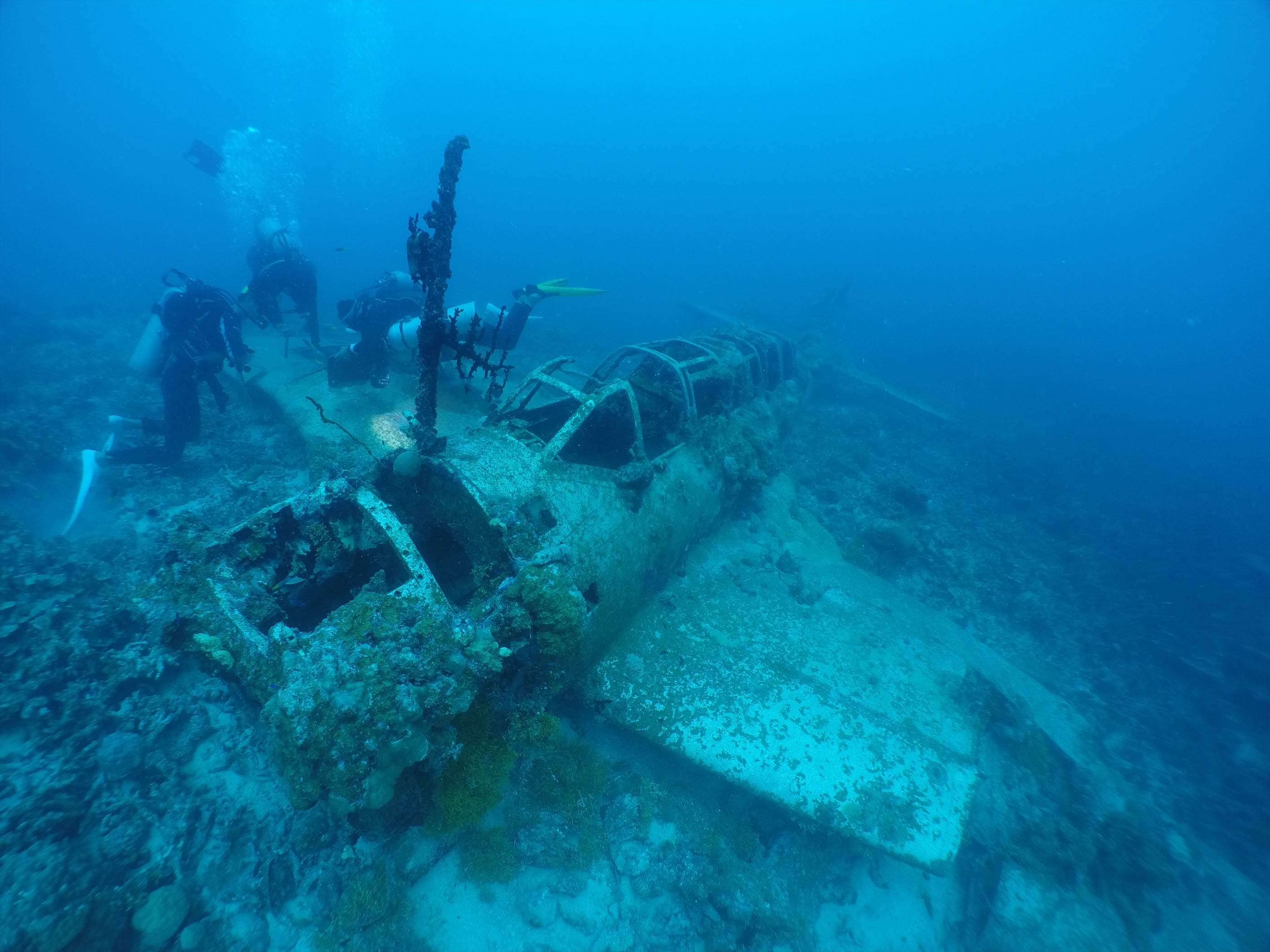
エンジンは見当たらない
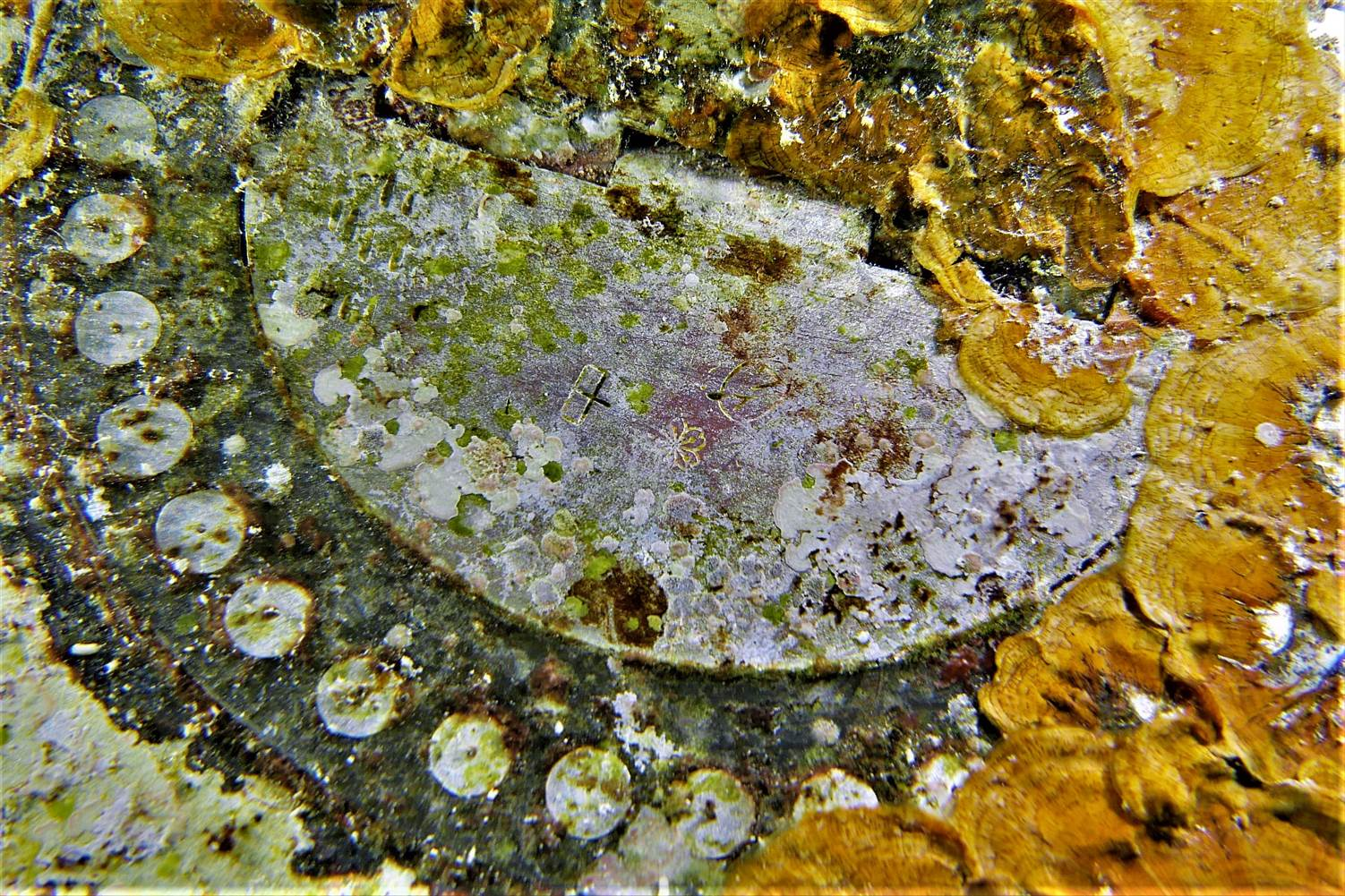
小さな桜の刻印がある

- FUJI Retromobile Museum & Air Museum所蔵機

トラック諸島ウェノ島で回収した残骸

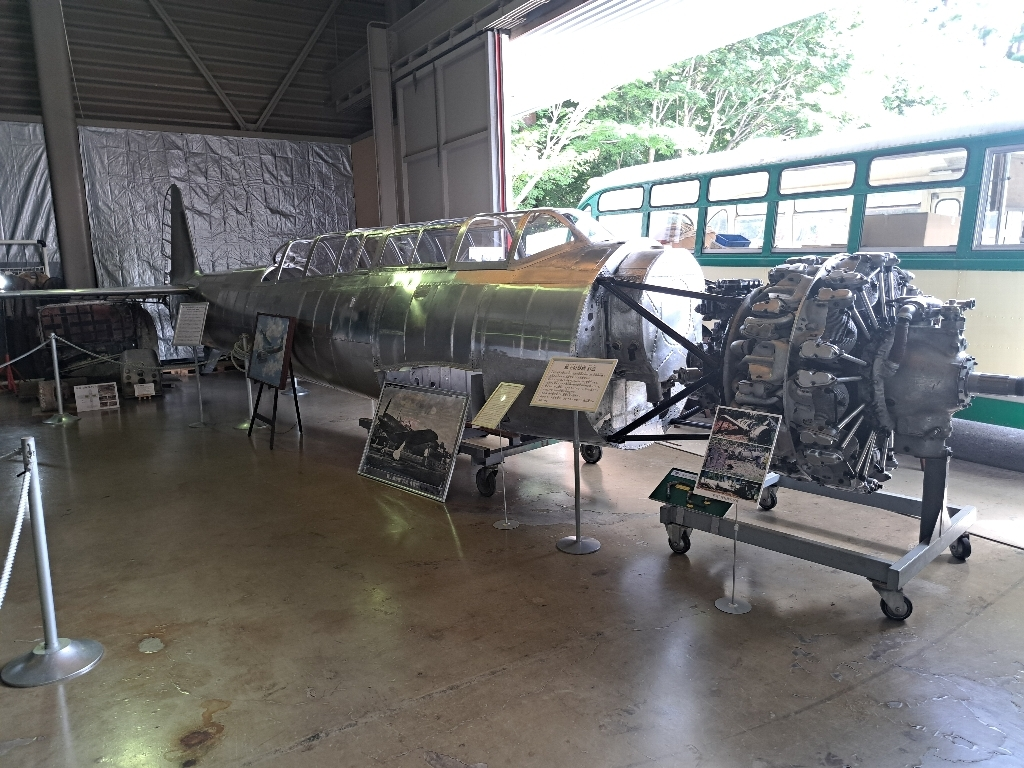
富士レトロモビル＆エアーミュージアムにて撮影
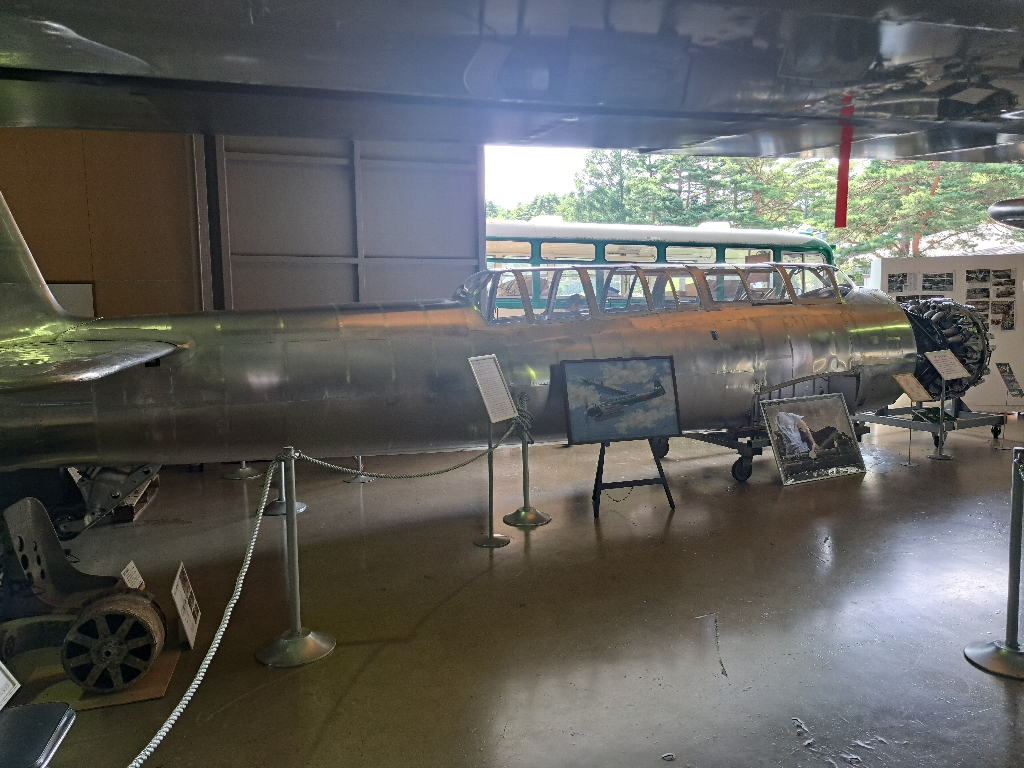
彩雲側面
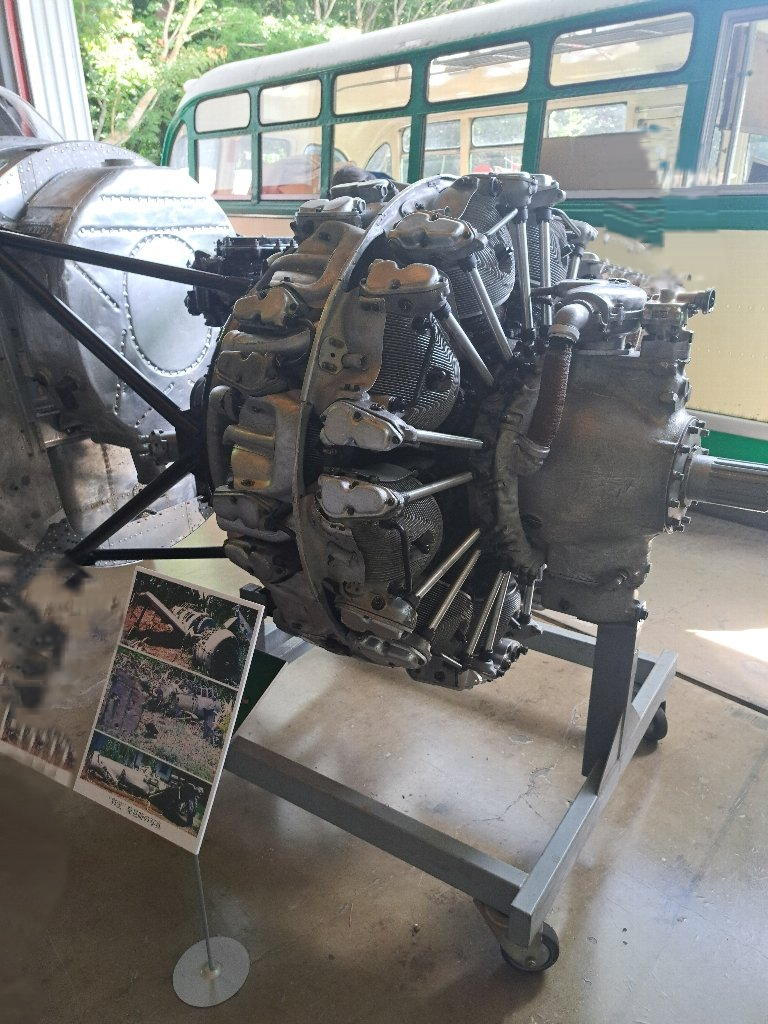
彩雲エンジン部分

他にも、2012年には長野県飯田市の民家に発動機のカウリングが残っていたことが確認された。このカウリングは中島飛行機半田製作所の後身として現在も存続している愛知県半田市の部品メーカー輸送機工業が引き取って保存することとなり、一般公開も実施されている。

## 登場作品
- 松本零士『晴天365日』『海の花』（戦場まんがシリーズ）
- コーエー 『鋼鉄の咆哮シリーズ』
- 天沼俊 『戦空の魂』
- DMM.com 『艦隊これくしょん -艦これ-』ー通常機に加えて、東カロリン航空隊機と偵察第4飛行隊機が登場。
- 秋本治 『こちら葛飾区亀有公園前派出所 192 〜団地物語の巻〜』
- 福本和也  『空の無法松』
- 横山信義 『宇宙戦争1945』
- 朝倉秋成『九度目の十八歳を迎えた君と』